# John Vining
John Vining, född 23 december 1758 i Dover, Delaware, död 1802 i Delaware, var en amerikansk politiker (federalist). Han var ledamot av kontinentala kongressen 1784-1786. Han representerade dessutom Delaware i båda kamrarna av USA:s kongress, först i representanthuset 1789-1793 och sedan i senaten 1793-1798.
Vining studerade juridik och inledde 1782 sin karriär som advokat i New Castle County. Han blev två år senare invald i kontinentala kongressen. Han hade ärvt en stor förmögenhet efter sin far, något som underlättade den politiska karriären. Han deltog oregelbundet i kontinentala kongressens arbete.
Vining valdes till Delawares första ledamot av USA:s representanthus. Han efterträddes 1793 av John Patten. Vining efterträdde i sin tur 1793 Richard Bassett som senator för Delaware. Han avgick 1798 och efterträddes av Joshua Clayton.